# 照之富士春雄
照之富士春雄（日语：／ Terunofuji Haruo，1991年11月29日—），本名杉野森正山，蒙古名鋼圖勒嘎·鋼額爾登，出生於蒙古國首都烏蘭巴托的退役日本大相撲力士，第73代橫綱，同時是令和時期晉升的第一位橫綱。身高192公分、體重173公斤，所屬相撲部屋是伊勢濱部屋(入門時為間垣部屋)，師傅為第63代橫綱旭富士，第70代橫綱日馬富士是他的師兄。現為年寄伊勢濱親方，管理伊勢濱部屋。

## 相撲生涯
照之富士幼年時曾向白鵬的父親，蒙古第一位奧運奪牌選手吉格吉德·芒可巴特學習柔道，但教練在他身上看到了相撲的潛質，並幫助安排他進入日本鳥取縣城北高校留學。
他於2011年一月場所首次登場，2013年九月場所贏得十兩優勝，2015年五月場所贏得了首次幕內優勝，並在七月場所晉升為大關。曾三次獲得敢鬥賞和一次殊勳賞，但因為膝蓋受傷，曾四度面臨降級危機。
2017年七月場所，因左膝舊傷復發被迫休場，九月場所再次因左膝舊傷復發被迫休場，因此在十一月場所被降級為關脇。
2018年一月場所，以東前頭十枚目身份出賽，獲完敗記錄(包含7休場)，2018年五月場所以東十兩八枚目身份出賽再次完敗(包含6休場)，2019年三月場所已降級至序二段。
之後他完成膝部手術重回土俵，先後贏得幕下、十兩優勝各一次，以及兩次幕內優勝，於2021年五月場所再次晉升大關。
2021年五月場所與另一位大關貴景勝貴信的比賽中以12勝3敗贏得第四次幕內優勝。
2021年七月場所，大關照之富士與傷癒歸來的橫綱白鵬翔在前14天的比賽中都取得了全勝的戰績，這意味著7月18日千秋樂將決定橫綱白鵬能否以全勝戰績贏得他第45次冠軍，亦或是照之富士贏得他相撲生涯中第一次全勝優勝。這場對戰被日本媒體形容為是近十年，乃至近四分之一個世紀最引人矚目的一場大相撲比賽。開賽前，兩位頂尖的力士相互注視對手長達數十秒，引發全場觀眾的熱烈掌聲，隨後照之富士先行蹲下做好立合準備。比賽異常激烈，兩位力士互有攻守，最後橫綱白鵬抓住時機，以小手投制服對手，獲得勝利。照之富士以14勝1敗的戰績屈居亞軍。
千秋樂翌日的7月19日，橫綱審議委員會一致同意推舉照之富士成為第73代橫綱。
照之富士是日本相撲歷史上第一位由大關降級至序二段，之後又絕地逆襲成為橫綱的力士，也是令和時代第一位橫綱、首位平成年代出生的橫綱以及第五位蒙古出身的橫綱。許多媒體形容他“有著常人所不能及的不屈不撓，永不放棄之精神”。
2021年十一月場所，照之富士贏得生涯第一次全勝優勝，同時也是第七次幕內優勝。
2023年一月場所，照之富士的番付排名是東橫綱大關，因正代直也陷落關脇,只剩下貴景勝貴信一位大關。
2023年五月場所贏得第八次優勝。
2023年七月場所第4天因椎間盤突出問題宣佈退出比賽。
2024年一月場所優勝決定戰中(對手為琴櫻將傑)贏得第九次優勝
2024年七月場所優勝決定戰中(對手為隆之勝伸明贏得第十次優勝
2024年九月場所因左膝受傷和糖尿病復發宣布退出比賽。十一月場所因膝蓋問題和糖尿病復發再次休場。
2025年一月場所第5天比賽休場後宣布引退。
2025年6月9日，相撲協會宣布照之富士繼承伊勢濱名跡，成為伊勢濱部屋的管理者。
2026年1月31日，照之富士在東京兩國國技館舉行斷髮式。

## 個人生活
照之富士在2018年與一位蒙古女交換生結婚，直到2021年1月才正式宣布婚事。他們在第一次晉升大關之前就認識了。婚宴於2021年2月11日在東京江東區的富岡八幡宮舉行(妻子是關脇旭天鵬的從妹)。照之富士與她育有一子。
2021年3月，照之富士開始申請日本國籍的流程，這將使他能夠在退休後作為年寄留在日本相撲協會中。
8月4日，宣佈取得日本國籍，並取日本姓名杉野森正山，其姓氏“杉野森”以及名字的第一個字“正”取自其師父旭富士正也的本名。

## 戰績

### 各場所戰績
| | 1月場所 初場所（東京）   | 3月場所 春場所（大阪）  | 5月場所 夏場所（東京） | 7月場所 名古屋場所（愛知） | 9月場所 秋場所（東京） | 11月場所 九州場所（福岡） |
| --- | ------------------------ | ----------------------- | ---------------------- | -------------------------- | ---------------------- | ------------------------- |
| 2011年 （平成23年） | x                        | 作假醜聞 比賽取消       | （前相撲）             | 東 序之口 #3 5–2           | 西 序二段 #59 6–1      | 東 三段目 #93 7–0         |
| 2012年 （平成24年） | 東 幕下 #58 5–2          | 西 幕下 #39 5–2         | 西 幕下 #27 5–2        | 東 幕下 #15 3–4            | 西 幕下 #21 2–5        | 西 幕下 #37 4–3           |
| 2013年 （平成25年） | 西 幕下 #31 5–2          | 西 幕下 #20 5–2         | 西 幕下 #10 6–1        | 東 幕下 #4 6–1             | 西 十兩 #11 優勝 12–3  | 東 十兩 #3 8–7            |
| 2014年 （平成26年） | 西 十兩 #1 12–3          | 西 前頭 #10 8–7         | 東 前頭 #9 9–6         | 東 前頭 #6 9–6             | 東 前頭 #1 6–9         | 西 前頭 #3 8–7            |
| 2015年 （平成27年） | 東 前頭 #2 8–7 敢        | 東 關脇 #1 13–2 殊敢    | 東 關脇 #1 12–3 敢     | 西 大關 #2 11–4            | 東 大關 #1 12–3        | 東 大關 #1 9–6            |
| 2016年 （平成28年） | 西 大關 #1 3–3–9         | 西 大關 #2 8–7          | 西 大關 #2 2–13        | 西 大關 #2 8–7             | 西 大關 #1 4–11        | 西 大關 #2 8–7            |
| 2017年 （平成29年） | 東 大關 #2 4–11          | 西 大關 #1 13–2         | 東 大關 #1 12–3        | 東 大關 #1 1–5–9           | 東 大關 #2 1–5–9       | 東 關脇 #2 0–5–10         |
| 2018年 （平成30年） | 東 前頭 #10 0–8–7        | 西 十兩 #5 6–9          | 東 十兩 #8 0–9–6       | 東 幕下 #6 休場 0–0–7      | 東 幕下 #47 休場 0–0–7 | 西 三段目 #27 休場 0–0–7  |
| 2019年 （令和元年） | 西 三段目 #88 休場 0–0–7 | 西 序二段 #48 7–0       | 東 三段目 #49 6–1      | 東 幕下 #59 6–1            | 東 幕下 #27 6–1        | 西 幕下 #10 優勝 7–0      |
| 2020年 （令和2年） | 西 十兩 #13 優勝 13–2    | 東 十兩 #3 10–5         | 肆虐 比賽取消          | 東 前頭 #17 13–2 殊技      | 東 前頭 #1 8–5–2       | 東 小結 #1 13–2 技        |
| 2021年 （令和3年） | 東 關脇 #1 11–4 技       | 東 關脇 #1 12–3 殊      | 西 大關 #2 12–3        | 東 大關 #1 14–1            | 西 横綱 13–2           | 東 横綱 15–0              |
| 2022年 （令和4年） | 東 横綱 11–4             | 東 横綱 3–3–9           | 東 横綱 12–3           | 東 横綱 11–4               | 東 横綱 5–5–5          | 東 横綱 休場 0–0–15       |
| 2023年 （令和5年） | 東 横綱大關 休場 0–0–15  | 東 横綱大關 休場 0–0–15 | 東 横綱大關 14–1       | 東 横綱 1–3–11             | 東 横綱 休場 0–0–15    | 東 横綱 休場 0–0–15       |
| 2024年 （令和6年） | 東 横綱 13–2             | 東 横綱 2–5–8           | 東 横綱 0–2–13         | 東 横綱 12–3               | 東 横綱 休場 0–0–15    | 東 横綱 休場 0–0–15       |
| 2025年 （令和7年） | 東 横綱 引退 2–3–1       |                         |                        |                            |                        |                           |
| 各欄数字按「勝-負-休場」表示。 優勝 引退 十兩･幕下 三賞：敢=敢鬬賞、殊=殊勛賞、技=技能賞 其他：★=金星 番付階級：幕内 - 十兩 - 幕下 - 三段目 - 序二段 - 序之口 幕内序列：横綱 - 大關 - 關脅 - 小結 - 前頭（「#数字」为出场顺序） |                          |                         |                        |                            |                        |                           |